# 二重忠誠
二重忠誠（にじゅうちゅうせい）とは、経営学用語の一つ。これは企業においての労働者が、所属している企業と労働組合の双方に対して忠誠心を持っているような状態のことをいう。二重忠誠となっているような労働者というのは、企業と労働組合の双方が自身の生活感情の上での一員であり、双方の集団を自身の生活根拠であると感じられている。このような二重忠誠となるのは、企業において労働者の雇用の保証が実現できているためである。そして企業と労働組合の双方が労働者の生活のための経営をできているということである。労働者が二重忠誠となっているような企業というのは、労使協調が実現できている企業であるということでもある。